# 주영복
주영복(周永福, 1927년 9월 30일 ~ 2005년 3월 14일)은 대한민국의 군인, 정치인, 행정관료이다.

## 생애
본관은 상주(尙州)이며 1927년 9월 30일 경상남도 함안(咸安)에서 출생하였다.
일본 오사카 오기마치(扇町) 상업중학교를 졸업한 후 1945년 일본 다치아라이 육군비행학교를 수료했다. 
1949년 대한민국 공군사관후보생 8기로 공군 소위 임관했으며 1950년 공군사관학교 소집 2기로도 공군 중위 재임관하였다. 
1959년 단국대학교 법학과에서 학사 학위를 받았고 1963년 국방대학원에서 석사 학위 취득하였다. 
이후 공군본부 감찰감, 공군본부 작전국장, 공군본부 인사국장, 공군 제11전투비행전단장, 공군 제10전투비행전단장, 공군사관학교 교장, 공군 군수사령관, 공군참모차장, 공군 작전사령관, 공군참모총장 등 요직을 역임하고 1979년 4월 전역했다. 
그는 대한민국 최장수 공군참모총장으로 재직하였다.
12·12 군사 반란으로 전두환을 중심으로 한 신군부가 실권을 장악한 뒤 국방부 장관이 되어 광주 민주화운동 무력 진압에 관여했으며, 1982년 국방부 장관에서 물러난 후에는 내무부 장관을 지냈다.
1997년 4월 12·12 군사반란 및 5·18 광주 민주화운동 관련 재판에서 반란·내란 중요임무 종사로 대법원에서 징역 7년 형을 선고 받았으나 사면됐다.

## 학력
- 함안보통학교 졸업
- 일본 오사카 오기마치 상업중학교 졸업
- 일본 다치아라이 육군비행학교 졸업
- 일본 육군항공기술학교 졸업
- 일본 도쿄 육군항공학교 졸업
- 대한민국 통위부 보병학교 졸업
- 대한민국 공군사관학교 소집 2기
- 미국 미주리 종합군사학원 졸업
- 대한민국 공군방공포병학교 1기 졸업
- 미국 공군참모대학교 졸업
- 단국대학교 법학과 학사
- 대한민국 국방대학원 행정학 석사

### 비학위 수료
- 서울대학교 경영대학원 최고경영자과정 수료

## 수상
- 충무훈장(1951)
- 을지무공훈장
- 대통령 수장 2회(1952·1954)
- 미국 공로훈장 2회(1973·1975)
- 보국훈장 통일장(1974)
- 청조근정훈장(1985)
- 에스파냐 대십자훈장
- 인도네시아 1등 공로훈장
- 미국 수훈비행 십자장

## 참고 자료
- “역대 정부부처 장차관 - 내무부”. 동아닷컴. 2007년 8월 9일에 원본 문서에서 보존된 문서. 2007년 11월 11일에 확인함.
- 네이버 백과사전 일부 내용 참조(2010년 4월 19일)

| 전임 옥만호 | 제13대 공군참모총장 1974년 8월 1일 ~ 1979년 4월 13일 | 후임 윤자중 |

| 전임 노재현 | 제22대 국방부 장관 1979년 12월 14일 ~ 1982년 5월 21일 | 후임 윤성민 |

| 전임 노태우 | 제42대 내무부 장관 1983년 7월 6일 ~ 1985년 2월 18일 | 후임 정석모 |

| 전임 김정렬 | 제2, 3대 민주평화통일자문회의 수석부의장 1985년 6월 3일 ~ 1988년 2월 24일 1988년 2월 25일 ~ 1989년 1월 8일 | 후임 민관식 |